# Гуркам
Гуркам (Гур) — река в России, протекает в Республике Дагестан. Устье реки находится в 93 км по правому берегу реки Самур. Длина реки составляет 13 км, площадь водосборного бассейна — 34,6 км². От истока до устья по реке проходит административная граница муниципальных образований «Ахтынский район» и «Докузпаринский район».

## Данные водного реестра
По данным государственного водного реестра России относится к Западно-Каспийскому бассейновому округу, водохозяйственный участок реки — Самур.

Код объекта в государственном водном реестре — 07030000412109300002477.

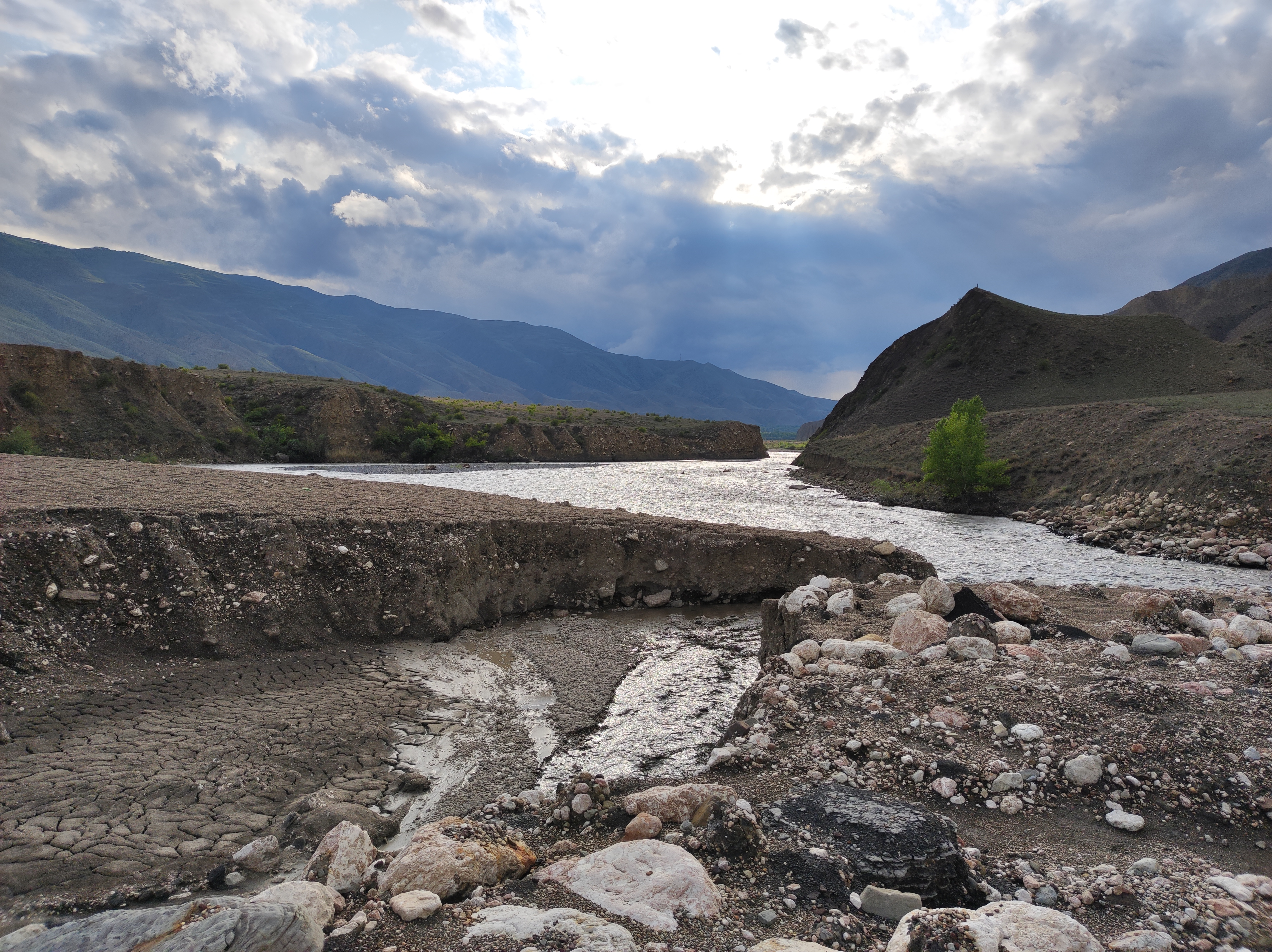
В конце весны река всё ещё достаточно быстра
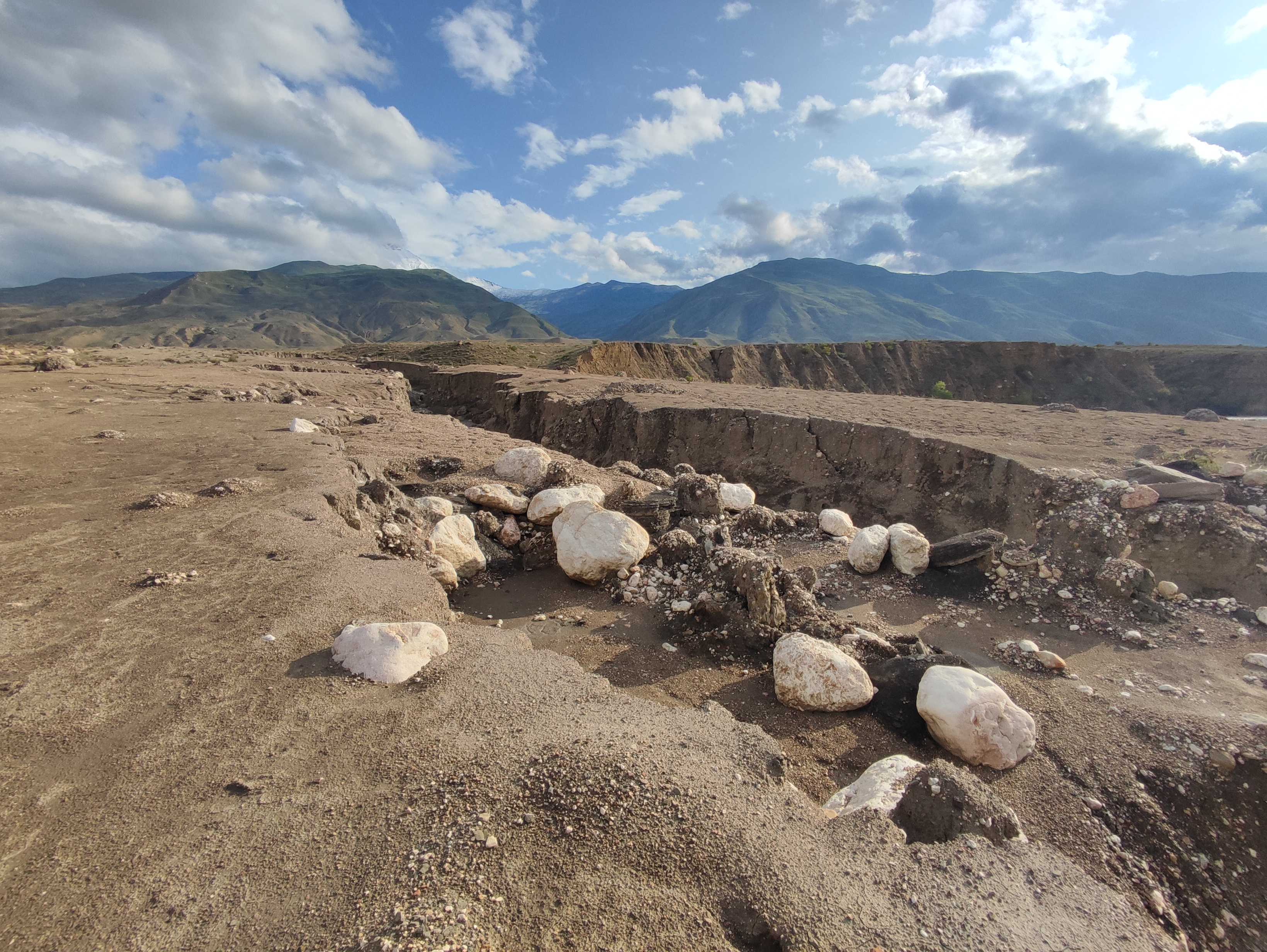
Русло реки имеет отвесные берега
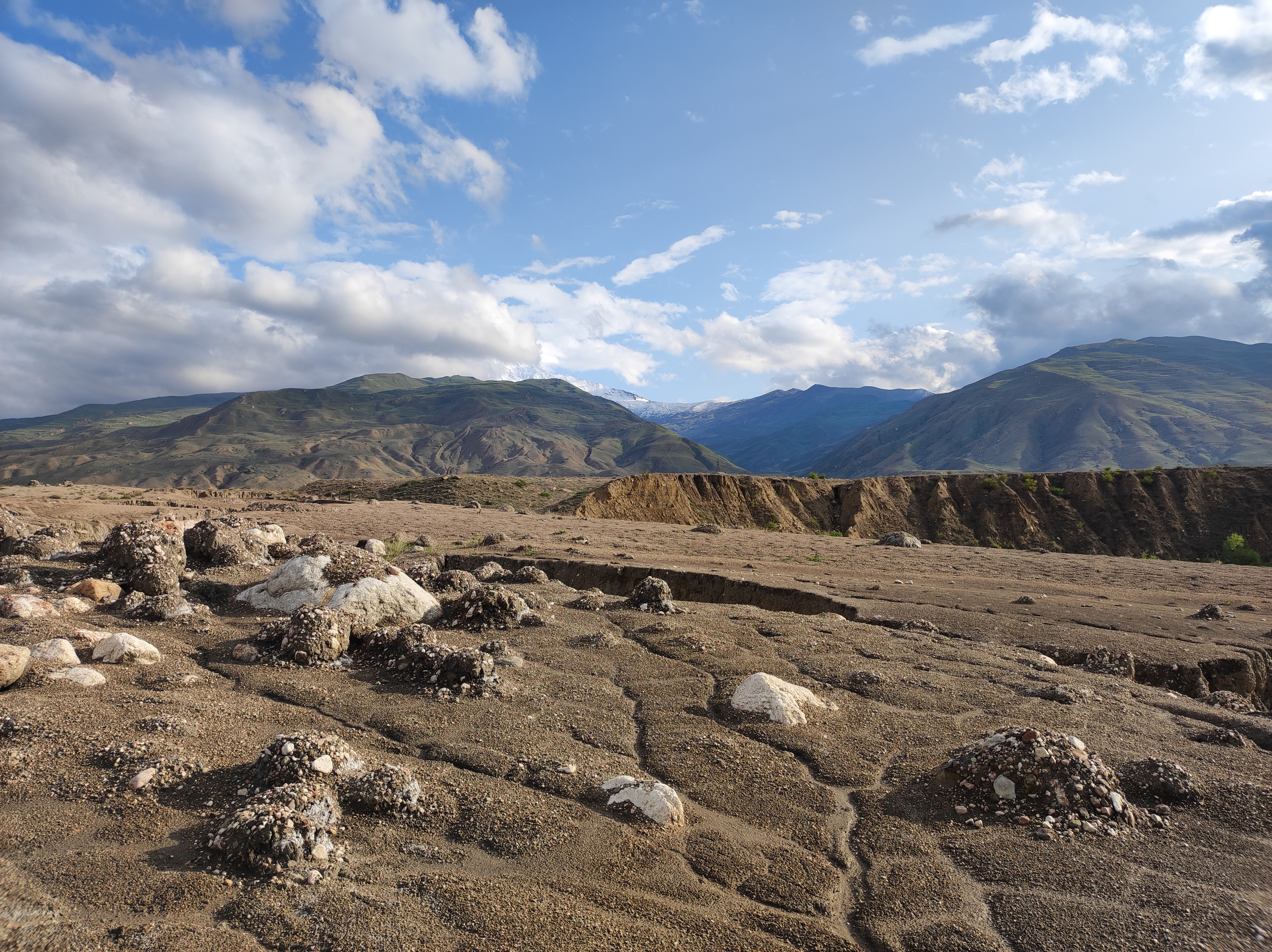
Русло реки скрыто высокими берегами
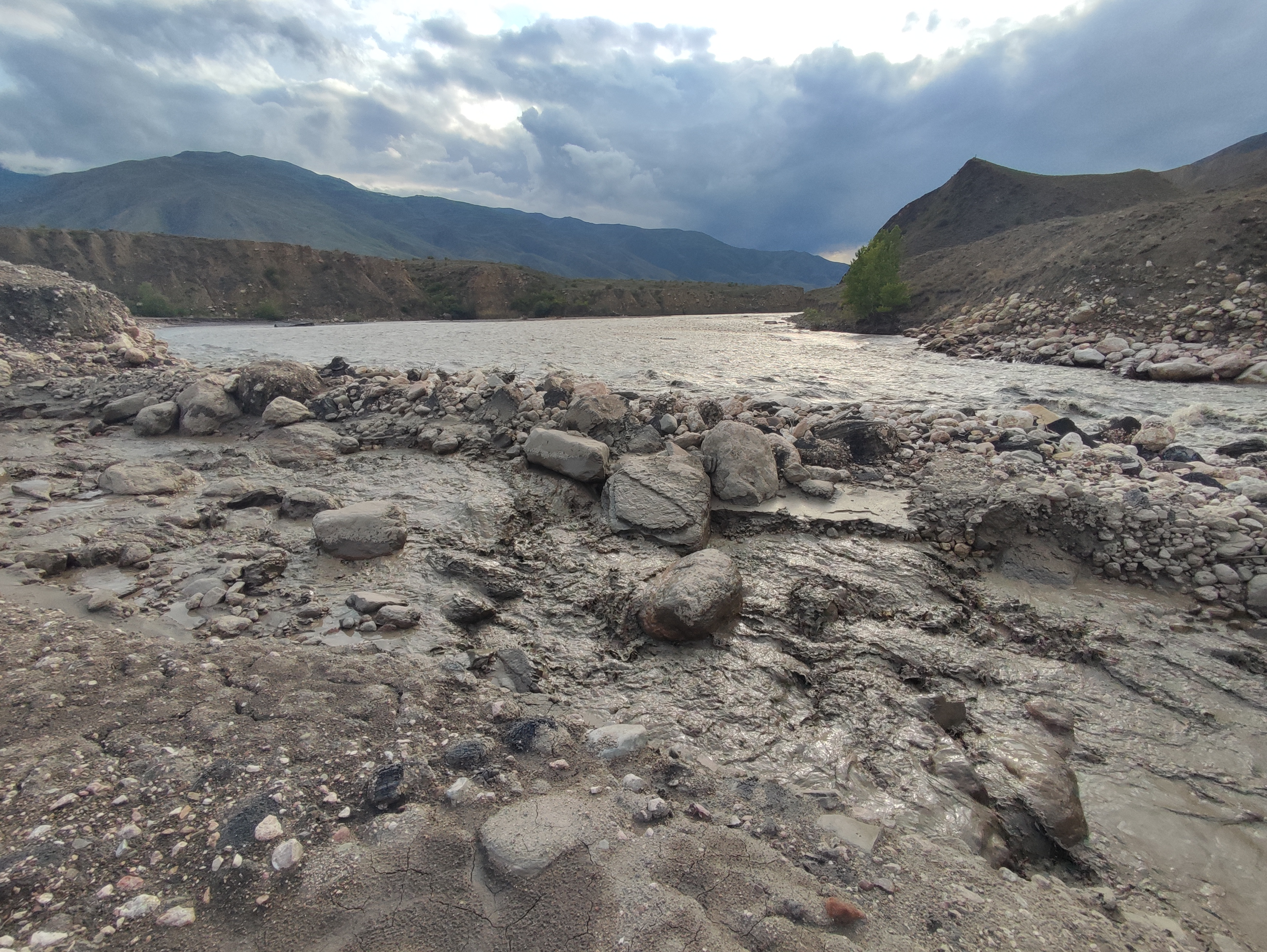
Место слияния двух рек
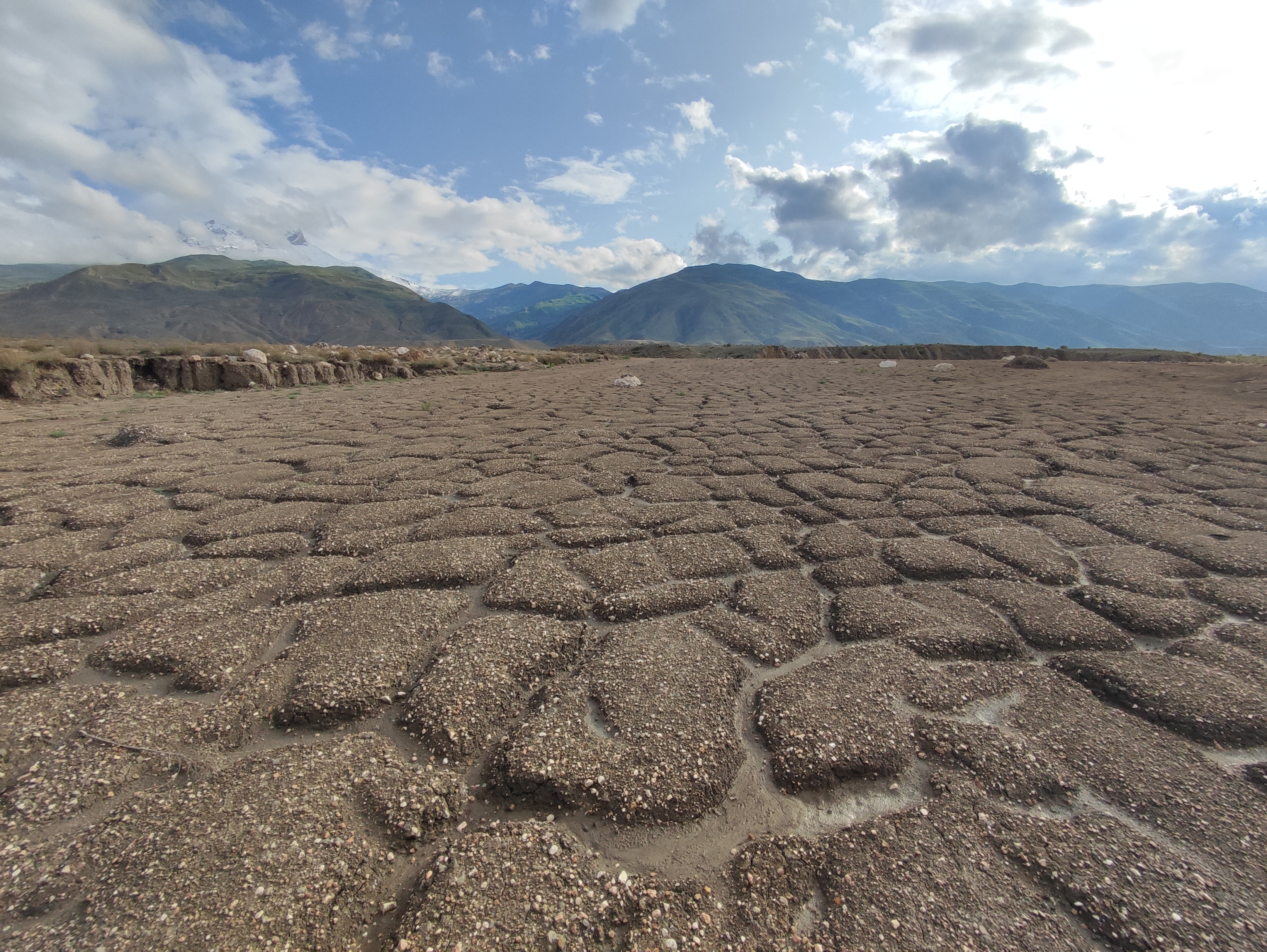
Наносной слой в дельте Гуркама